# Championnat de Hong Kong de football 2016-2017
Navigation
Saison précédente Saison suivante
La saison 2016-2017 du Championnat de Hong Kong de football est la soixante-douzième édition de la première division à Hong Kong, la Hong Kong Premier League. Elle regroupe, sous forme d'une poule unique, les dix meilleures équipes du pays qui se rencontrent deux fois, à domicile et à l'extérieur. En fin de saison, pour permettre le passage du championnat à douze équipes, le dernier du classement est relégué et remplacé par les deux meilleurs clubs de deuxième division.
C'est le club de Kitchee SC qui remporte la compétition cette saison après avoir terminé en tête du classement final, avec deux points d'avance sur le tenant du titre, Eastern AA. Il s'agit du huitième titre de champion de l'histoire du club, qui réalise le doublé en s'imposant face à South China en finale de la Coupe de Hong Kong.
Plusieurs événements ont lieu durant l'intersaison. Tout d'abord, le club de Dreams Metro Gallery n'obtient pas de licence pour participer au championnat et doit laisser sa place aux Rangers. Ensuite, une onzième équipe s'engage dans la compétition, il s'agit du club de Guangzhou R&F Hong-Kong, club satellite de la formation chinoise de Guangzhou R&F. Leur participation leur impose de nombreuses règles dont l'obligation de signer au moins huit joueurs hongkongais, d'en aligner trois par rencontres, de ne recruter aucun joueur chinois et de financer une compétition de Coupe pour un montant d'un million de dollars.

## Clubs participants
- South China AA
- LM Rangers
- BC Glory Sky
- KC Southern
- Hong Kong Football Club - Promu de D2
- Wofoo Tai Po - Promu de D2
- Hong-Kong Pegasus FC
- Kitchee SC
- KMB Yuen Long
- Eastern Sports Club
- Guangzhou R&F Hong-Kong

## Compétition
Le barème de points servant à établir les classements se décompose ainsi :
- Victoire : 3 points
- Match nul : 1 point
- Défaite : 0 point

### Classement
| Rang | Équipe                   | Pts | J  | G  | N | P  | Bp | Bc | Diff |
| ---- | ------------------------ | --- | -- | -- | - | -- | -- | -- | ---- |
| 1    | Kitchee SCC              | 51  | 20 | 16 | 3 | 1  | 54 | 8  | +46  |
| 2    | Eastern Sports ClubT     | 49  | 20 | 15 | 4 | 1  | 60 | 25 | +35  |
| 3    | KC Southern              | 36  | 20 | 10 | 6 | 4  | 48 | 21 | +27  |
| 4    | South China AA           | 35  | 20 | 11 | 2 | 7  | 34 | 26 | +8   |
| 5    | KMB Yuen Long            | 31  | 20 | 9  | 4 | 7  | 36 | 23 | +13  |
| 6    | Wofoo Tai PoP            | 31  | 20 | 9  | 4 | 7  | 29 | 21 | +8   |
| 7    | LM Rangers               | 26  | 20 | 7  | 5 | 8  | 31 | 33 | -2   |
| 8    | Hong-Kong Pegasus FC     | 26  | 20 | 7  | 5 | 8  | 35 | 35 | 0    |
| 9    | BC Glory Sky             | 10  | 20 | 2  | 4 | 14 | 24 | 55 | -31  |
| 10   | Guangzhou R&F Hong-Kong  | 10  | 20 | 3  | 1 | 16 | 13 | 53 | -40  |
| 11   | Hong Kong Football ClubP | 6   | 20 | 2  | 0 | 18 | 13 | 77 | -64  |

|  | Qualification pour la Ligue des champions de l'AFC 2018                         |
|  | Qualification pour les play-off                                                 |
|  | Relégation en deuxième division                                                 |
|  | T : Tenant du titre C : Vainqueur de la Coupe de Hong-Kong P : Club promu de D2 |

### Matchs
| Résultats (▼dom., ►ext.) | BGS | EAA | CLU  | PEG | KCS | KIT | LMR | SCA | TPO | YLF | R&F |
| Biu Chun Glory Sky       |     | 1-2 | 2-3  | 2-4 | 0-4 | 1-5 | 2-2 | 0-3 | 3-3 | 2-3 | 2-0 |
| Eastern Long Lions       | 6-2 |     | 7-0  | 2-1 | 3-1 | 1-4 | 2-1 | 4-3 | 1-0 | 2-0 | 6-1 |
| HKFC                     | 1-4 | 0-4 |      | 0-1 | 0-6 | 0-2 | 0-1 | 1-6 | 1-2 | 0-3 | 3-4 |
| Hong Kong Pegasus        | 2-1 | 3-5 | 5-0  |     | 0-0 | 1-3 | 2-3 | 2-1 | 1-1 | 2-2 | 1-2 |
| Kwoon Chung Southern     | 6-0 | 1-3 | 7-0  | 4-3 |     | 1-0 | 3-3 | 1-0 | 2-0 | 1-1 | 3-2 |
| Kitchee                  | 0-0 | 0-0 | 10-0 | 2-0 | 3-1 |     | 5-1 | 1-1 | 1-0 | 2-0 | 5-0 |
| Lee Man Rangers          | 5-2 | 3-3 | 1-0  | 1-1 | 1-1 | 0-1 |     | 0-1 | 0-1 | 1-2 | 1-0 |
| South China              | 1-0 | 2-2 | 4-0  | 0-2 | 2-1 | 0-3 | 2-4 |     | 1-4 | 1-0 | 1-0 |
| Wofoo Tai Po             | 1-0 | 1-1 | 1-2  | 5-1 | 0-0 | 0-1 | 3-0 | 1-2 |     | 0-3 | 2-1 |
| KMB Yuen Long            | 4-0 | 1-2 | 6-2  | 0-0 | 0-0 | 1-4 | 2-0 | 0-1 | 0-2 |     | 4-0 |
| R&F                      | 0-0 | 0-4 | 1-0  | 1-3 | 0-5 | 0-2 | 0-3 | 0-2 | 0-2 | 1-4 |     |

#### Play-offs pour la Coupe de l'AFC
La place en barrage de la Ligue des champions de l'AFC est déterminée à l'issue d'un barrage entre les équipes classées de la 2e à la 5e place du championnat.
|  | Demi-finales        | Demi-finales |                     |   | Finale | Finale |
|  |                     |              |                     |   |        |        |
|  |                     |              |                     |   |        |        |
|  |                     |              |                     |   |        |        |
|  | South China AA      | 1            |                     |   |        |        |
|  | South China AA      | 1            |                     |   |        |        |
|  | Eastern Sports Club | 6            |                     |   |        |        |
|  | Eastern Sports Club | 6            | Eastern Sports Club | 3 |        |        |
|  |                     |              | Eastern Sports Club | 3 |        |        |
|  |                     | KC Southern  | 0                   |   |        |        |
|  | KMB Yuen Long       | KC Southern  | 0                   | 1 |        |        |
|  | KMB Yuen Long       |              |                     | 1 |        |        |
|  | KC Southern         | 3            |                     |   |        |        |
|  | KC Southern         | 3            |                     |   |        |        |

## Bilan de la saison
| Championnat de Hong Kong de football 2016-2017        |                         |
| Champion                                              | Kitchee SC (8e titre)   |
| Coupes et trophées                                    |                         |
| Vainqueur de la Coupe de Hong Kong 2016-2017          | Kitchee SC              |
| Qualifications continentales                          |                         |
| Ligue des champions de l'AFC 2018                     | Kitchee SC              |
| Ligue des champions de l'AFC 2018 (tour préliminaire) | Eastern Sports Club     |
| Promotions et relégations                             |                         |
| Promus en First Division League                       | Xiangxue Sun Hei        |
| Promus en First Division League                       | Wong Tai Sin            |
| Relégués en Second Division League                    | Hong Kong Football Club |